# Bítovčice (przystanek kolejowy)
Bítovčice – przystanek kolejowy w miejscowości Bítovčice, w kraju Wysoczyna, w Czechach Znajduje się na wysokości 450 m n.p.m.
Na przystanku nie ma możliwości zakupu biletów, a obsługa podróżnych odbywa się w pociągu.

## Linie kolejowe
- 240 Brno - Jihlava